# Nyárádtő
Nyárádtő (románul Ungheni, korábban Nirașteu, németül Nyaradfluß) város Romániában Maros megyében.

## Fekvése
Marosvásárhelytől 11 km-re délnyugatra a Maros és a Nyárád összefolyásánál fekszik, innen a neve. A város a Marosvásárhely Metropoliszövezethez tartozik.

## Története
1264-ben Naradtew alakban említik először. Határában római út maradványaira, szkíta és dák leletekre bukkantak. A falu régi temploma 14. századi volt, Orbán Balázs szerint messze vidéken nem volt párja. 1601-ben Basta pusztította el az oda menekült lakosokkal együtt. Romjai 1728-ban még állottak, helye a református temetőben ma is látható. A 16. században a falu legnagyobb része református hitre tért.
1603-ban Székely Mózes itt fogadta a marosvásárhelyi küldötteket, innen indította el seregeit Segesvár felé. Első iskolájáról 1676-ból van adat. 1848-ban nagyobb részét az átvonuló osztrák csapatok felégették, november 5-én, Marosvásárhely bevétele után itt táborozott és fosztogatott Gedeon tábornagy császári serege.
1910-ben 1171 lakosából 757 román, 321 magyar, 93 más nemzetiségű volt. A trianoni békeszerződésig Maros-Torda vármegye Marosi alsó járásához tartozott.
1992-ben 3731 lakosából 2452 román, 686 magyar és 592 roma volt.
2004-ben várossá nyilvánították.
2011-ben 6945 lakosából 5372 román, 579 magyar és 645 roma volt.

## Látnivalók
- A Nyárád jobb partján áll református erődtemploma, tornyán 1939-es évszámmal, de egyházáról 1834-ből van feljegyzés.
- Régi római katolikus temploma a 17. században pusztult el, 1818-ban a hívek zsindelyes fedelű kápolnát, majd 1907-ben kőtemplomot emeltek.
- A görögkatolikus templom a Nyárád jobb partján állt, 1858-ban kezdték építeni, tornya 1960-ban épült. 1948-ban, a kommunizmus idején az ortodox egyház tulajdonába került, és a rendszerváltás után sem szolgáltatták vissza. 2008 május 8-án elkezdték lebontani, ugyanis köréje már 1997-ben elkezdtek építeni egy nagyobb ortodox templomot. Az esemény kapcsán jelentős konfliktus alakult ki a két egyház képviselői között.[6][7]
- A falu nyugati határrészén sóskút is található.

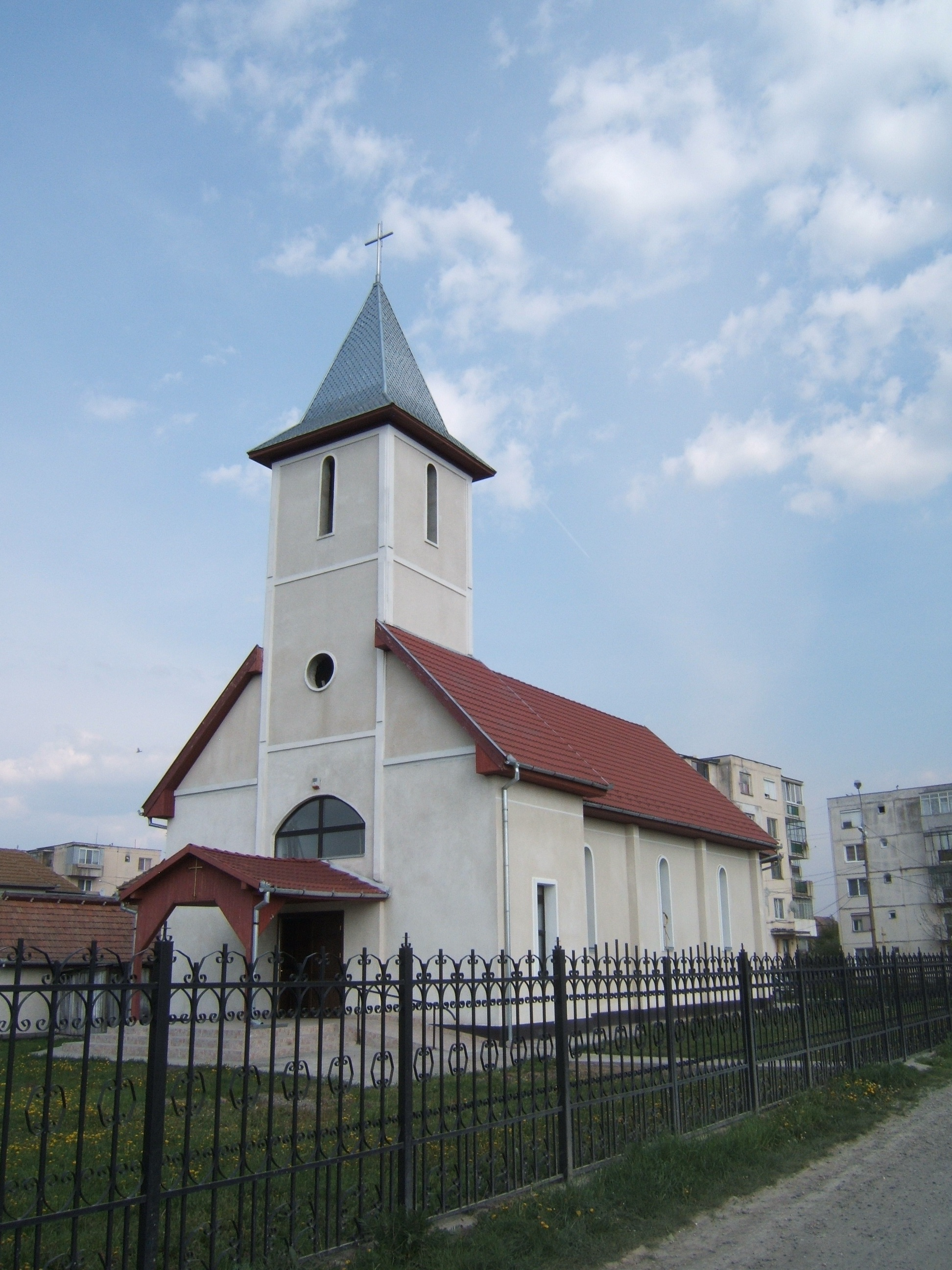
Az új görögkatolikus templom

## Híres emberek
- Itt született 1881-ben Nyárády Erazmus Gyula botanikus, akadémikus.